# Теллурид лития
Теллурид лития — бинарное неорганическое соединение,
соль лития и теллура с формулой Li2Te,
бесцветные кристаллы.

## Получение
- Реакция теллура с растворённым в аммиаке литием:

{\displaystyle {\mathsf {2Li+Te\ {\xrightarrow {-33^{o}C}}\ Li_{2}Te}}}

## Физические свойства
Теллурид лития образует бесцветные кристаллы
кубической сингонии,
пространственная группа F m3m,
параметры ячейки a = 0,6517 нм, Z = 4.
Во влажном воздухе быстро разлагается и темнеет.